# 榄叶藤山柳
榄叶藤山柳（学名：Clematoclethra oliviformis）是猕猴桃科藤山柳属的植物，为中国的特有植物。分布于中国大陆的四川等地，生长于海拔1,800米的地区，一般生长在山林中，目前尚未由人工引种栽培。